# Chùa Phật Lớn (Hà Tiên)
Chùa Phật Lớn, tên chữ là Thiên Trúc tự, là một ngôi chùa cổ Việt Nam. Chùa tọa lạc tại số 197/11 đường Phương Thành, phường Bình San, thành phố Hà Tiên, tỉnh Kiên Giang. Nơi đây còn lưu lại pho tượng Phật lớn theo mẫu tượng Thái Lan thuộc hệ phái Theravada (Phật giáo Nam tông) và một chiếc Đại Hồng Chung thuộc hệ phái Mahayana (Phật giáo Bắc tông).

## Lịch sử hình thành
Thời điểm thành lập chùa chưa được xác định chính xác. Theo truyền khẩu dân gian thì chùa đã có từ rất lâu đời, từ trước khi Mạc Cửu tổ chức khai phá đất Hà Tiên (tức từ trước thế kỷ 16). Bấy giờ, trong cộng đồng dân cư sinh sống, dân tộc Khmer thì chiếm đa số, hầu hết theo tín ngưỡng Phật giáo Nam tông (Theravada). Chùa tọa lạc dưới chân núi Đề Liêm (xưa gọi là núi Bát Giác), được cho là nơi mà chư Tăng Nam tông Khmer cư trú sinh hoạt tu học và tổ chức những ngày lễ hội treo truyền thống Phật giáo Nam tông. Căn cứ theo lời kể của Đại đức Pháp Kiên, người có công trùng tu lại chùa, kể lại, thì vào đầu thập niên 1960, khi trùng tu ngôi Bảo điện, đã tìm được một viên gạch dưới Bồ đoàn nơi tượng Phật lớn tĩnh tọa có khắc chữ số Khmer "1616".
Mặc dù là một ngôi chùa hệ phái Theravada, trong chùa vẫn lưu lại

## Cảnh quan - Kiến trúc

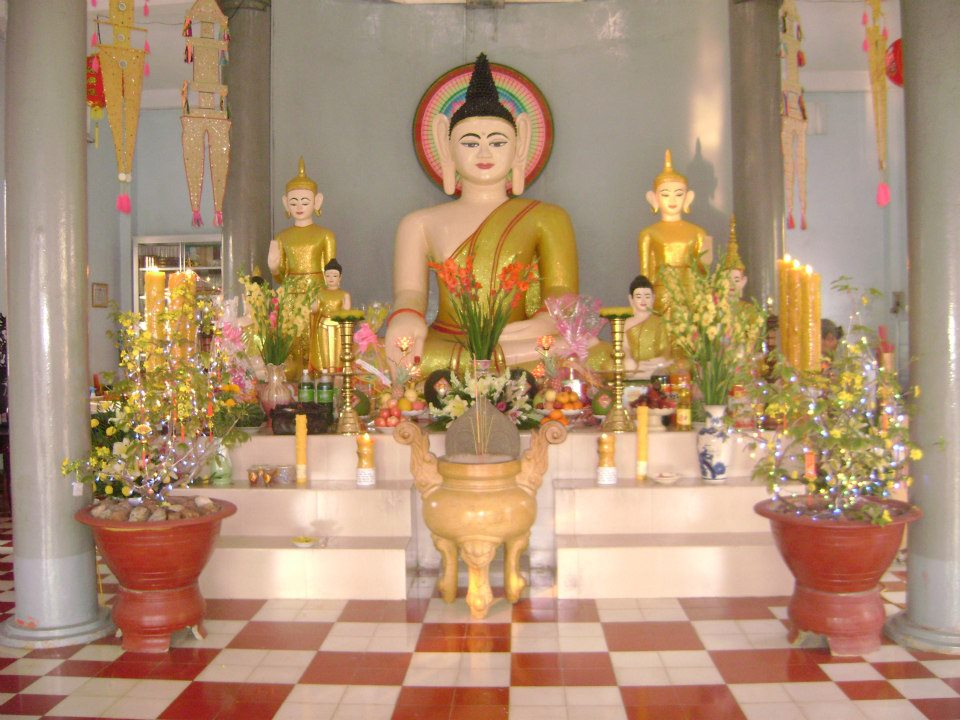
Tượng Phật Thích-ca Mâu-ni trong chùa Phật Lớn trước đây

Tuy nhiên, có lẽ nơi đây đã có một thời gian không có chư Tăng hệ phái ở (có lẽ do bị chiến tranh rất ác liệt ở vùng đất này nên các Ngài không thể trú ngụ nơi đây trong một thời gian nào đó), nên mới có xuất hiện Đại Hồng Chung (trên có ghi: Kỷ Tỵ Niên Thiên Trúc Tự) là vật khí của (là loại pháp khí chỉ sử dụng trong sinh hoạt của hệ phái Bắc-tông (Mahayana) tại Thiên Trúc Tự (còn sử dụng cho đến ngày nay). Theo suy đoán: Đại Hồng Chung có thể là vật tích của Ngài Cố Đại Lão Hòa Thượng ẤN ĐÀM hệ phái Mahayana thuộc dòng Lâm-Tế đời thứ 35 Trung Hoa.Bia đá ghi năm 1662 và ngôi Tháp Bảy Tầng hiện còn đang đứng vững,phía sau Thiên Trúc Tự, dưới chân núi Đề-Liêm vị trí thuộc về hướng Nam của núi.
Như vậy, có thể suy đoán thời Ngài ẤN ĐÀM (1662) đến thì chùa Thiên Trúc Tự đã có và Ngài đã có lần dừng chân tịnh tu tại Thiên Trúc Tự này; và Đại Hồng Chung cũng có thể là vật tích của Ngài để lại trong thời gian tu niệm nơi đây.
Từ trung tâm thành phố Hà Tiên, theo Phương Thành đi về hướng Thạch Động, phía trái bên cạnh chân núi Đề-Liêm có cổng chùa: Thiên Trúc Tự .(1)Tức Chùa Phật Lớn (Hà Tiên)Vào cổng chùa có con đường rộng-thẳng, đi sâu vào thêm 84 mét là đến vòng rào bao quanh ngôi chùa: Thiên Trúc Tự". Toàn bộ khung viên của chùa được tọa lạc trong diện tích: 2.869.00m2, giáp với chân núi Đề-Liêm. Mặt tiền Chùa nhìn thẳng đối diện là chánh hướng Đông, hướng Nam của Chùa nhìn thẳng đối diện là ngôi chùa: Phù Dung Tự bên kia núi Bình San.
Ngôi Chánh Điện uy nghi, cao và rộng; thể hiện rõ một dáng đứng của ngôi chùa có bề dày lịch sử và những nét hoa văn truyền thống không mờ nhạt bởi thời gian đã đi qua.Trong sân chùa có nhiều cây kiểng-bông hoa khoe sắc màu rực rỡ. Vượt trội hơn là những hoa Sứ, hoa Trang, hoa Hồng như góp thêm phần nguồn lực cho những cánh Bướm tung bay lượn, mỗi khi ánh bình minh vừa ló dạng, cũng như hoàng hôn sắp buông xuống, tiếng chuông chùa ngân đổ…
Phía sau ngôi Chánh Điện là ngôi Hậu Tổ-Trai-đường cao rộng, có khoảng không gian thoáng mát. Đây là nơi tề tựu tín đồ Phật tử mỗi khi có lễ hội. Phía bên trái ngôi Chánh điện có ngôi Tăng-xá vừa mới xây cất xong vào cuối năm 2004; tiếp nối đó là dãy Nhà Bếp,Nhà Ăn, cả hai ngôi nhà này khá khang trang. Mặt trước dãy Nhà Bếp, Nhà Ăn, trên khoảng không gian tiếp với nhà Hậu Tổ có giàn hoa leo bao phủ, tên gọi là hoa: "Hương Cát Đằng". Hàng trăm dây hoa treo lơ lửng như những cánh hoa Phong Lan đua nở, màu hoa tim tím, tỏa sắc dịu hiền, tươi mát.
Bên trong ngôi Chánh-điện có tượng Phật Thích Ca (tượng Phật Lớn) ngồi trên Bồ-đoàn, ngay giữa Chánh-điện. Pho tượng có gương mặt, dáng ngồi giống như các tượng Phật của Thái Lan được bảo tồn trong viện Bảo tàng tại bangkok-Thái Lan. Căn cứ theo ý kiến nhận định của nhiều Nhà viết sử về Hà Tiên cho biết: "sau thời gian Hai vị hoàng tử Xiêm (Thái Lan) lưu vong tại Việt Nam tại xứ Hà Tiên Này một thời gian.Sau khi đã trở về nước Xiêm phục vị; và đã trở lại Hà Tiên đi cùng các Nghệ nhân người Xiêm sang đây tôn tạo pho tượng Phật ở Chùa Hang (Hải Sơn Tự),xã Bình An,huyện Kiên Lương,tỉnh Kiên Giang trước; tiếp theo là pho tượng Phật Lớn tại Chùa: "Thiên Trúc Tự" hiện đàng còn tôn thờ cho đến ngày nay. Cả Hai pho tượng ở chùa: "Hải Sơn Tự" và chùa: "Thiên Trúc Tự" đều giống nhau về khuôn mặt, dáng ngồi,…Tượng Phật Lớn (Thiên Trúc Tự) cao 2,6m; thân tượng ngồi kiết-già từ gối trái sang gối phải 1.9m. Phía hậu,bên trái của tượng Phật có treo Đại Hồng Chung, cao 1,15m, đường kín 0,6m, có khắc dòng chữ Hán Văn: "Kỷ Tỵ Niên Thiên Trúc Tự". Và con giữ lại được một bia đá Si-Ma với đường nét hoa văn theo Thái Lan (vì các chùa theo truyền thống Phật giáo Thượng tọa bộ Khmer ở vùng Hà Tiên và các vùng lân cận không thấy có loại bia Si-Ma theo mẫu hoa văn này).
Trong ký ức người Hà Tiên, ngay cả những người đã cao tuổi, cũng không hiểu rõ Thiên Trúc Tự được ai sáng lập và xây cất, và ai là vị Sư trụ trì lúc bấy giờ…Có một số người chỉ biết ở giai đoạn vào thời Pháp thuộc khi cha,mẹ của họ đến chùa cúng Phật thì họ được dẫn dắt theo cúng lại; thế họ biết đến chùa: "Thiên Trúc Tự" từ đó.
Như vậy, có thể suy đoán vào thời điểm Ngài Hòa thượng ẤN ĐÀM (1662) đến vùng đất này thì chùa: "Thiên Trúc Tự" đã được thành lập trước đó. Và Ngài ẤN ĐÀM đã có lần hóa bước dừng chân tu niệm tại Thiên Trúc Tự này.
Vào thời gian đầu chùa vẫn còn các Nhà Sư cư trú tu học. Các sư trong chùa thường ngày cúng lễ, đánh trống-khua Chung, tụng kinh ngày 2 thời: sáng-tối. Giặc pháp đóng đồn gần đó, họ tưởng rằng chùa đánh trống báo động làm ám hiệu cho lực lượng cách mạng, và tiếng trống âm vang lên làm cho lính pháp ngủ không được yên giấc, nên chúng tăng cường tuần tra-theo dõi và ra lệnh cấm, không cho các sư đánh trống-khua Chung,tụng kinh.Sau thời gian có lịnh cấm không cho sinh hoạt tu niệm theo truyền thống của Phật giáo hệ phái Theravada các sư lần lượt phải bỏ chốn này ra đi tìm nơi khác để tá túc tu niệm. Nên có một thời gian khá lâu không có các Nhà sư Nam-tông Khmer ở tại Thiên Trúc Tự tu học; ngôi chùa trở nên hoang vắng-điêu tàn theo năm tháng vì không người chăm nom, sửa sang,tu bổ thêm. Mãi đến sau này có Hai vợ chồng ông: Huỳnh Văn Mót và bà: Nguyễn Thị Sảnh là người cư-sĩ ở xứ khác đến thấy chùa không ai quản lý; nên Hai vợ chồng đã tự dừng chân nơi này để có chỗ trú ngụ qua ngày. Hai ông,bà đã ở đây vừa làm ăn kiếm sống qua ngày vừa tu niệm theo pháp môn của người cư-sĩ tại gia một thời gian khá dài; và sau đó Hai người là chủ quản ngôi Tự này cho đến đầu năm 1960.
Vào năm 1960, Đại đức: Pháp Kiên (thế danh: Huỳnh Văn Liêm, quê ở huyện Tam Bình,tỉnh Vĩnh Long) nhân dịp đến Hà Tiên ghé vào Chùa thăm viếng-lạy Phật. Lúc bấy giờ cổng chùa chỉ cậm đỡ tạm hai cây tre, gắn bản hiệu là: "Thiên Trúc Tự". Nhưng thông thường người dân, và phật tử ở bản xứ quen gọi là: "Chùa Phật Lớn"(vì duy nhất chỉ có Chùa: "Thiên Trúc Tự" có một pho tượng Phật lớn nhất ở vùng xứ Hà Tiên này). Bảng tên hiệu của chùa tuy còn đó, nhưng nét chữ đã bị nắng mưa làm phai nhạt. Thời gian không lâu, cũng từ năm 1960, Đại đức: Pháp Kiên được vợ chồng chủ quản tự thỉnh về giao chùa, và Ngài Pháp Kiên nhận lời về trụ trì nơi đây, cùng hiệp lực với Ban Hộ Tự, tín đồ phật tử lo việc tổ chức sinh hoạt lễ hội theo truyền thống hệ phái Theravada (Nam-tông), và từng bước chỉnh trang xây dựng lại ngôi Chánh-điện, xây cất thêm ngôi Giảng-đường, và ngôi Nhà Bếp. Hướng dẫn cho chư phật tử tu niệm theo đúng hệ phái Nam-tông Việt Nam; sau thời gian không lâu có cư-sĩ tại gia đến xin xuất gia vào chùa tu học; đồng thời thâu nhận rất nhiều tín đồ phật tử ở phương xa đến xin quy y-thọ trì giới pháp để trở về nhà hành trì-tu niệm tại gia.
Đặc biệt là có những sự kiện tưởng như huyền thoại, mà Ngài thượng tọa: Thích Nhật Quang (hiện trù trì Chùa Phù Dung trong khu di tích Bình San), và các tín đồ phật tử cùng một số người dân địa phương kể lại rằng: vào khoảng đầu thập niên 50 của thế kỷ 20, có rất nhiều người ngủ ban đêm, cùng nằm mộng nghe thấy có người mách bảo trong mấy ngày liên tiếp như vầy: Hãy ra bãi biển Mũi Nai thỉnh Phật về ngôi Thiên Trúc tự. Những người được báo mộng có duyên sự đến chùa gặp nhau ngồi đàm đạo và kể lại câu chuyện chiêm bao của mình, cùng lúc mọi người cùng xác nhận câu chuyện của mỗi người tuy khác thời gian nhưng cùng là một nội dung không khác. Nhưng rồi mọi người lưỡng lự nữa tin nữa không,vì Phật ở đâu ngoài biển mà thỉnh về; sau mấy ngày liên tiếp báo mộng, họ mới gặp nhau để đi đến quyết định cùng nhau ra bãi biển thắp hương vái lạy và tìm được pho tượng phật bằng gỗ. Tượng chạm khắc theo mẫu tượng Khmer; nhưng vì do thời gian bị vùi lắp trôi vạt, nên có nhiều vết trầy xước. Sau đó đã được phục trang lại, và hiện nay được đặt phía bên trái của pho tượng Phật lớn trong ngôi Chánh-điện. Người dân-tín đồ-phật tử rất tin tưởng, vì sau khi thỉnh pho tượng Phật về Thiên Trúc Tự, thì nơi đây được mưa thuận gió hòa, mùa màn bội thu; bởi trước khi chưa thỉnh tượng Phật về thời tiết không thuận mùa, việc trồng trọt bị nắng hạn nhiều, làm cho đời sống gặp không ít khó khăn trong việc lao động sản xuất.
Một sự kiện hiếm có nữa cũng xảy ra chính tại Thiên Trúc Tự. Đó là vào một buổi trưa nắng của tháng Giêng; nhân dịp lễ Cầu-an đầu năm 1962. Khoảng độ 13 giờ hơn đại đức Pháp Kiên đang thiền định trong tịnh thất riêng được dựng lên bằng gỗ-thiếc đơn sơ, bên phía trái ngôi Chánh-điện. Bỗng nhiên ở chân núi Đề-Liêm xuất hiện một vị Mãng xà mình dài và rất to, bò xuống đáy ao sen uống nước; Mãng xà uống nước xong bò lên ngang qua tịnh thất của đại đức Pháp Kiên. Bất chợt, lúc bấy giờ Đại-đức không còn nghĩ ra cách gì để giải thoát tình thế, bằng cách là ngồi yên nhắm mắt lại tùy Mãng xà định đoạt cho sự sinh tồn của Ngài. Cùng lúc đó có Hai vị nữ cư-sĩ hộ độ cơm nước hằng ngày là: Giác Chánh và Giác Ngạn đem nước rửa mặt và nước giải khát cho Ngài, được chứng kiến sự kiện kỳ lạ chưa từng thấy bao giờ, nên cả Hai người đều hoảng sợ ngã ngang xuống đất, ngất lịm trong giây lát. Sau đó, cả thầy lẫn trò trấn tỉnh lại, thì thấy vị Mãng xà đã bỏ đi về theo hướng núi Thất sơn, dấu cọ xát với đất-cỏ còn để lại dưới ao và trên bờ. Khi mọi người tỉnh lại nhìn lên bầu trời thì có cả đàn Quạ đen, chim Tu hú rất nhiều bay sau theo hướng Mãng xà đi như để yểm trợ cho vị thần Mãng xà.
Sau khi Mãng xà đi, thầy trò ngồi lại ngoài tịnh thất kể lại chuyện bất chợt gặp Mãng xà, câu chuyện vừa kể vừa chỉ theo dấu vết thì bổng bắt gặp một cây muổng gần tịnh thất nơi Mãng xà dừng nghỉ trong giây lát. Cán muổng làm bằng loại gỗ quý, dá muổng làm bằng vỏ con sò được mài nhẳng bóng; trông rất đẹp. Trên cán muổng có đề dòng chữ: "Mạc Thiên Tích"(1). Qua đó, hiểu rằng Mãng xà đã đem đến cúng dường cho sư Pháp Kiên một cây muổng quý. Cũng qua sự kiện này vị Mãng xà đã đến báo điềm tốt lành cho Thiên Trúc Tự sau này…
Nhân dân, tín đồ-phật tử ở Hà Tiên, Rạch Giá và các nơi khác nghe tin về sự kiện Mãng xà đến viếng Chùa, xem dấu vết bò dưới ao còn để lại. Mọi người xem đây là sự kiện lạ, hiếm thấy, nên đến tham quan rất nhiều đoàn người; đồng thời mọi người lần lượt đóng góp tài chánh cúng dường cho Chùa với con số khá nhiều. Nhờ vào số tiền này, trong năm 1962-1963 sư Pháp Kiên cùng Ban hộ tự, tín đồ-phật tử xây dựng nâng cấp lại ngôi Chùa.
Không ngoài bối cảnh chung thời kỳ ấy của đất nước, trong đó có vùng đất Hà Tiên; chùa: "Thiên Trúc Tự" cũng không gặp ít khó khăn về mặt xin phép để sửa chữa. Nhưng với ý thiện hướng theo đường Phật pháp; sư Pháp Kiên cùng Ban hộ tự chùa và tín đồ-phật tử đã kiên nhẫn vượt qua mọi gian khó, trong mồ hôi và nước mắt, để trùng tu ngôi Thiên Trúc; trong đó đã nâng cao thêm ngôi Chánh-điện bằng vật liệu kiên cố và được khang trang như ngày nay. Sửa chữa nâng cấp xong chùa được gắn bảng hiệu là "Thiên Trước Cổ Tự".
Sau khi trùng tu ngôi Thiên Trúc Tự, quang cảnh nơi đây trở nên thoáng rộng, uy nghi, tôn nghiêm và thể hiện đậm nét một ngôi chùa cổ kính, hòa lẫn với vẽ huyền bí-thơ mộng, mang sắc thái của vùng đất Hà Tiên: Một vùng đất hiền lành của xứ Tiên Phật. Cũng từ đó Thiên Trúc Tự có thêm nhiều tín đồ-phật tử, và khách tham quan-du lịch cũng có dịp đến viếng chùa, lạy Phật mỗi lúc càng nhiều hơn.
Vào những năm đầu thập niên 70 của thế kỷ 20, nơi đây có mở giảng đường thuyết pháp về giáo lý đạo Phật, do đại đức Pháp Chơn trụ trì, mỗi khi có lễ hội trong chùa. Đồng thời có thầy giáo là C.Ru-À-Cha Nho, sau khi học xong lớp 9 ở Cam-pu-chia đến tạm trú tại Thiên Trúc Tự để mở nhiều khóa học về ngôn ngữ Pa-li, Kinh-luận-giới và dạy chữ Khmer cho nhiều người học lúc bấy giờ…
Chùa: "Thiên Trúc Tự" vẫn mang sắc thái khá đặc biệt của cộng đồng dân cư đã được hình thành từ lâu đời của vùng đất Hà Tiên. Hiện nay chùa có trên 1000 tín đồ-phật tử; bao gồm người dân tộc Kinh-Khmer-Hoa; trong đó dân tộc Kinh chiếm đa số. Họ đến với chùa trong những ngày lễ hội truyền thống, trong tinh thàn đoàn kết, cùng quy tụ trước Bồ-đoàn Đức Phật Thích Ca vang lên lời kinh-tiếng kệ; đồng nguyện cầu cho quốc thới dân an, cuộc sống ấm no, nhà nhà hạnh phúc… Cũng chính vì đặc điểm như vậy, nên chùa Thiên Trúc được hiểu rõ là Chùa thờ cúng thể hiện sự hòa hợp các dân tộc đang sinh sống trong cộng đồng dân cư. Cùng đoàn kết bên nhau, chắc chiu nghĩa tình, như anh em cùng chung một nhà.
Sự đoàn kết gắn bó ấy của các dân tộc đã trải qua nhiều thế hệ. Họ có chung ý niệm là cùng hướng thiện theo con đường làm lành, lánh dữ; yêu quê hương-bảo vệ Tổ quốc; mà từ thuở xa xưa nhiều Sư Tổ Phật giáo Việt Nam đã trọn và truyền lại đến ngày nay.
Từ sau ngày miền Nam được giải phóng, đất nước thống nhất, nhân dân Hà Tiên cùng với cả nước chung sống trong thanh bình. Đạo Phật lại có thêm nhiều thuận lợi trên con đường tiến triển, khi được hợp nhất thành một Tổ chức: "Giáo hội Phật giáo Việt Nam". Từ đây chư Tăng, tín đồ-phật tử trên khắp miền của Tổ quốc Việt Nam; trong đó có Hà Tiên và chùa Thiên Trúc càng thêm vững lòng tin trên con đường Phật pháp. Đi theo Phật pháp là để tu dưỡng tâm tính có đạo đức tốt, có tính nhân ái-vị tha, có tình thương chân chính với mọi người; gắn với lẽ phải của cộng đồng các dân tộc trong xã hội. Tiếp tục thừa kế và nâng cao truyền thống quý báu của nòi giống Rồng Tiên, giữa đạo với đời là một, tô điểm thêm cho cuộc sống trong cộng đồng xã hội luôn luôn tốt đời-đẹp đạo.
Với ý tưởng và hoài niệm ấy của chư Tăng và tín đồ-phật tử là vô cùng cao đẹp. Một lòng giữ vững chân tu theo Phật giáo, gắn với tình thương yêu quê hương, góp phần xây dựng đất nước Việt Nam ngày càng giàu đẹp. Ấy chính là thể hiện tính nhân văn trong giáo lý, tuân thủ và chấp hành luật pháp của Nhà nước, hòa hợp với nếp sống văn hóa-văn minh trong cộng đồng xã hội đương đại. Qua đó, thiết thực góp phần nâng cao giá trị cuộc sống của mọi người trong xã hội mới hôm nay của chúng ta.
Nhìn chung chùa Thiên Trúc đã có bề dày truyền thống, gắn liền với vùng đất Hà Tiên. Song, nếu kể từ trước năm 1960 đến nay, thì chùa đã có nhiều sư trụ trì, qua từng thời gian như sau:
Trước năm 1960, có hai vợ chồng ông Huỳnh Văn Mót và bà Nguyễn Thị Sảnh là chủ quản Thiên Trúc Tự. Đại đức Pháp Kiên (thế danh: huỳnh Văn Liêm, quê quán huyện Tam Bình, tỉnh Vĩnh Long) trụ trì từ năm 1960-1968, Đại đức Pháp Chơn (thế danh: Lê Văn Bốn, sinh năm 1905-1989, quê quán huyện Hà Tiên tỉnh Kiên Giang) trụ trì từ năm 1969-1989, Đại đức Pháp Nhẫn (thế danh: Diệp Bình Lợi, sinh năm 1950, quê quán huyện Hà Tiên, tỉnh Kiên Giang) trụ trì từ năm 1990-1997, Tỳ kheo Pháp Hảo (thế danh: Đàm Hồng Phúc, sinh năm 1975, quê quán huyện Trà Cú, tỉnh Trà Vinh) trụ trì từ năm 1999 cho đến nay.